# Jaltomata spooneri
Jaltomata spooneri är en potatisväxtart som beskrevs av Mione och S.Leiva. Jaltomata spooneri ingår i släktet jaltomator, och familjen potatisväxter. Inga underarter finns listade i Catalogue of Life.